# Olf de Pròixida
Olf de Pròixida (†1381) va ser un noble i alt funcionari reial valencià del segle xiv provinent dels Pròixida sicilians. Va ser el més il·lustre de la família, destacant com a almirall, militar i marí.

## Biografia

### Primeres campanyes
Serví el rei Pere IV el Cerimoniós prenent part en la guerra de Mallorca (1342-1343). Posteriorment, el 1347, contribuí a vèncer els unionistes de València i, el 1351, participà en la destrucció de les terres d'Almansa i Villena. El 1353 va ser armat cavaller a València i, en la mateixa època, participà en l'expedició a Sardenya com a capità de l'armada reial en la batalla de l'Alguer. Un cop a l'illa, fou nomenat governador de Càller (1355) i reformador (1360).

### Expedicions a Sardenya i Sicília
El mateix 1360 tornà a exercir funcions militars i marítimes. Entre 1360 i 1361 acompanyà la infanta Constança —filla de Pere IV— a Sicília. El 4 de novembre de 1360 va salpar de Barcelona amb un estol de vuit galeres i dues naus que transportaven l'infanta, en compliment de la decisió reial que ella es reunís amb el seu marit, Frederic III, a Sicília. En aquesta expedició, Olf de Pròixida tingué com a lloctinent Francesc de Santcliment.
L'armada arribà a Sardenya pocs dies després de partir de Barcelona. Allí, Olf de Pròixida, que aleshores n'era el governador, va retenir la reina Constança al port de Càller durant la resta de l'any, esperant l'instant més segur per dur-la a Sicília i celebrar-hi les noces reials. A principis de 1361, l'expedició es reprengué, evitant les faccions anticatalanes de Palerm i Messina, i passà per Trapani, Siracusa i Catània. En tot aquest viatge, Jaume de Mitjavila va fer importants préstecs per finançar les activitats de l'expedició.

### Entre el servei militar i el govern
El 1364 va dirigir la flota que havia de trencar el bloqueig de València, assetjada per l'armada castellana de Pere I. Entre 1365 i 1374, exercí de governador general de Mallorca, mentre continuava defensant els interessos de la Corona a Sardenya (1368). El 1370 va capitanejar l'estol que havia d'acompanyar el papa Urbà V en el seu viatge de retorn a Avinyó des de Roma. El 26 de novembre de 1372, també comandà l'estol que va foragitar la revolta del jutge d'Arborea.
El 1374 fou nomenat governador de València.

## El net
El seu net, Olf de Pròixida i de Centelles va ser nomenat governador d'Oriola el 15 de juliol de 1387. Fill de Nicolau de Pròixida —qui també havia exercit el mateix càrrec— i d'Elvira de Centelles, quan fou designat ja posseïa les senyories d'Alcosser, Almenara, Llutxent i altres dominis menors.
El 1399, el rei Martí l'Humà l'autoritzà a incrementar el peatge que cobrava a la barca destinada a travessar el riu Xúquer a Alcosser. Més endavant, el 1407, el mateix monarca li vengué per 1.000 florins d'or la jurisdicció sobre els sarraïns de diversos llocs. Finalment, el 1415, Olf de Pròixida i de Centelles va ser nomenat governador general de Mallorca.